# Purhøj
Purhøj er en 121 meter høj markant bakke på åsen Bjerrelide, lige oven for landsbyen Over Ustrup, ca. syv kilometer syd for Horsens. På toppen er en fredet rundhøj fra stenalderen hvorfra der er vid udsigt ud over det lave landbrugsland ned mod Boller på sydsiden af Horsens Fjord. På bakken står der en kreds af gamle bøge der står synligt helt oppe fra Aarhuskanten. 
Øst for højen er der fundet en gravplads fra jernalderen.

## Fredning
Højen blev fredet i 1946, og fredningskendelsen indeholder mulighed for at holde et passende areal omkring højen fri for opvækst. Endvidere skal der til enhver tid fri og uhindret adgang til højen.
Tingl.: 19/11 1946, naturfredet NMI: Der skal ingen deklaration udstedes fra Nat.Mus. "Purhøj", rundhøj, 1 - 1,7 x 15 - 16 m; kun et smalt parti langs periferien er så højt; hele det indre udgør en stor flad forsænkning, hvis bund ligger 0,5 - 0,8 m under kanten. Langs kanten en krans af purrede, krogede træer, der ses i mange miles omkreds, iøvrigt græsklædt. Højen med nærmeste omgivel- ser er naturfredet. Det fredede areal strækker sig 25 m mod Ø, mod S til den langs skellet påtænkte vej (15 - 20 m), 5 m mod V og 5 m mod N.

## Eksterne kilder og henvisninger
1. 1 2  Om Purhøj på Fund og Fortidsminder
2. ↑  Om Purhøj  på fredninger.dk

- Om Purhøj Arkiveret 4. november 2016 hos  Wayback Machine på bestigbjerge.dk

55°48′9.43″N 9°52′10.4″Ø / 55.8026194°N 9.869556°Ø